# 4nin-uchi Mahjong Jantotsu
4nin-uchi Mahjong Jantotsu is een Mahjong-Arcadespel uit 1983 van de Japanse firma Sanritsu.